# Georges de Bavière (1880-1943)
Georges François Joseph Léopold Marie de Bavière (Georg Franz Josef Luitpold Maria), né le 2 avril 1880 à Munich et décédé le 31 mai 1943 à Rome, est un prince de Bavière, un militaire allemand et un prêtre de l'église catholique.

## Famille
Georges (Georg) de Bavière est le fils aîné de Léopold de Bavière et de l'archiduchesse Gisèle d'Autriche ; il est donc membre de la famille royale des Wittelsbach. Le New York Times le décrira comme le petit-fils préféré tant de l'empereur François-Joseph que du prince-régent Luitpold de Bavière.

## Carrière militaire
Georg intègre l'armée bavaroise comme Lieutenant en second (en allemand Leutnant) la veille de son 17ème anniversaire, le 1er avril 1897, au sein du régiment d'infanterie du Corps royal bavarois (de). Le 8 février 1903, il est promu au rang de Lieutenant (en allemand Oberleutnant) puis réaffecté au 1er régiment de cavaliers lourds (de). Deux ans plus tard, le 27 octobre 1905, il est fait Rittmeister et le 26 octobre 1906, il devient major. À compter du 17 août 1908, il devient par ailleurs Rittmeister et plus tard major au sein du 11e régiment de dragons austro-hongrois. Pendant son séjour dans l'armée, il devient également champion de boxe.

## Mariage
Il épouse l'archiduchesse Isabelle d'Autriche-Teschen, fille de l'archiduc Frédéric d'Autriche-Teschen et de la princesse Isabelle de Croÿ, le 10 février 1912 au château de Schönbrunn à Vienne. Le jeune couple passe sa lune de miel au Pays de Galles, à Paris et à Alger mais le mariage civil est annulé dès 1913 par le Tribunal de Grande Instance de Munich et annulé pour non-consommation en Cour de Rome le 5 mars 1913 en dépit de plusieurs tentatives de réconciliation.
L'archiduchesse Isabelle sera infirmière dans l'armée autrichienne pendant la Première Guerre mondiale, au cours de laquelle elle tombera amoureuse du chirurgien militaire Paul Albrecht (1873-1928). Ils seront brièvement fiancés mais l'interdiction de l'empereur François-Joseph mettra un terme à cette relation. Elle ne se remaria jamais et mourra à La Tour-de-Peilz, en Suisse, le 6 décembre 1973.

## Première Guerre mondiale
Pendant le premier conflit mondial, Georg est envoyé sur le front occidental, où il participe à la première bataille d'Arras et à la première bataille d'Ypres, ainsi que sur le front de l'Est. Il commença la guerre en tant que commandant des troupes mécanisées bavaroises, avant de servir sous les ordres du général Erich von Falkenhayn en Palestine. Il recevra la Croix de fer de 1ère et de 2ème classe avant d'atteindre le grade de colonel le 14 décembre 1917.

## Carrière ecclésiastique
En 1919, Georg démissionne de l'armée pour étudier la théologie à Innsbruck, en Autriche. Ordonné prêtre le 19 mars 1921, il devient peu de temps après docteur en droit canon auprès de la Faculté catholique de théologie de l'université d'Innsbruck avant de poursuivre ses études religieuses à Rome, achevées en 1925 avec un diplôme de l'Académie ecclésiastique pontificale.
Le 18 novembre 1926, le pape Pie XI fait de Georg un prélat domestique, puis en 1930, il est nommé chanoine séculaire de la basilique Saint-Pierre. Le 12 novembre 1941, Pie XII le nomme protonotaire apostolique de numero participantium.
Pendant son séjour à Rome, Georg réside à la Villa San Francesco en compagnie des frères franciscains de Waldbreitbach. Il conserve des contacts réguliers avec sa famille, notamment avec son cousin germain le prince héritier Rupprecht de Bavière, qui s'installe à Rome en 1939. Il est également en relation avec d'autres maisons royales et princières et assiste au mariage, en 1930, entre le prince de Piémont, futur roi Humbert II d'Italie avec la princesse Marie-José de Belgique. En 1935, il assiste au mariage de l'infant Jacques-Henri de Bourbon. En 1938, alors qu'il est grand prieur de l'Ordre Sacré et Militaire constantinien de Saint-Georges, il organise le transfert des restes du roi François II de Bourbon-Siciles et de sa femme, la reine Marie-Sophie, depuis le château de Tegernsee en Bavière vers l'église de Santo Spirito à Rome.
Le 31 mai 1943, Georg meurt à la Villa San Francesco, peut-être de la tuberculose qu'il aurait contractée pendant qu'il travaillait dans un hôpital. Il est inhumé au Campo Santo Teutonico. le cimetière allemand accolé à la cité du Vatican. Par testament, il destine ses biens à la réalisation de nouvelles portes de bronze pour la basilique Saint-Pierre, la "Porte de la Mort" de Giacomo Manzù et la "Porte des Sacrements" de Venanzo Crocetti